# Franz Klüsner
Johann Friedrich Franz Klüsner (eigentl.: Klüsener; * 14. November 1837 in Osternburg in Oldbg.; † 20. Oktober 1916 ebenda) war ein einflussreicher methodistischer Prediger, vor allem in Ostfriesland und Oldenburg.

## Lebensstationen

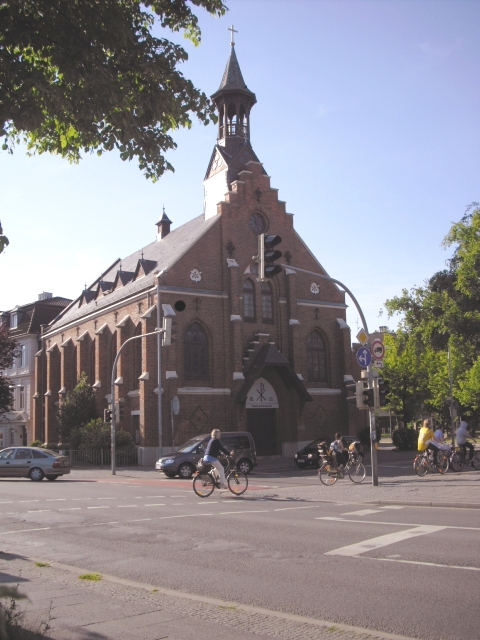
Ev.-methodistische Friedenskirche Oldenburg, erbaut 1894

Ab 1861 wirkte Franz Klüsner als Prediger der Bischöflichen Methodistenkirche (1968 mit der Evangelischen Gemeinschaft zur Evangelisch-methodistischen Kirche vereinigt) an vielen Orten. Von 1860 bis 1868 wirkte er in Neerstedt (1861), Zürich-Uster (1862–1864), Edewecht (1864–1866) und Aurich (ab 1866).
In seine Auricher Zeit (1868) fällt die Gründung einer Gemeinde in Neuschoo, zunächst als Station des Bezirks Aurich. Die Versammlungen fanden in der Anfangszeit dort in einer Scheune statt, später musste man in eine Ziegelei umziehen, da oft mehr als 400 Hörer kamen. 1869 wurde dort eine Kapelle gebaut. Ab 1875 war Klüsner ein zweites Mal in Oldenburg tätig. Dort gelang es ihm, ein Gelände in der Stadt für den Bau einer Kirche zu erwerben, die 1894 am Friedensplatz eingeweiht werden konnte.
1878 führte Klüsners Weg nach St. Gallen. Von 1881 bis 1884 war er in Dornum und Esens tätig. Anschließend ging er nach Bremen, wo er ab 1885 zum Superintendenten des Bremer Distrikts berufen wurde. Seine letzte Dienstzeit führte ihn 1891 wieder nach Oldenburg zurück. 1900 wurde er in den Ruhestand versetzt, den er bis zu seinem Tode 1916 in seiner Heimatstadt verbrachte.
Wichtig für Klüsner waren zwei Reisen, die ihn 1881 nach Palästina und 1891 durch Amerika führten.

## Familie
Franz heiratete am 27. Oktober 1864 Christine Oeltjen in Westerstede, das Paar bekam 11 Kinder. Sohn Johann Karl (John Charles) wurde methodistischer Superintendent in Chicago. Auch sein Enkel Dietrich Gerhard Bargmann, dessen Sohn sowie Hinrich Bargmann (Superintendent in Wien), ein weiterer Verwandter, wirkten als methodistische Pastoren. Franz Klüsner selbst war ein Neffe des bekannten Oldenburger Bildhauers Franz Högl.